# 利翁斯
利翁斯（法語：Lihons，法語發音：[li.ɔ̃s]）是法国上法蘭西大區索姆省的一个市镇，属于佩罗讷区。

## 地名
该地名“Lihons”发音为[li.ɔ̃s]，末尾字母“s”发音，《世界地名译名词典》将其误译作“利翁”。

## 地理
利翁斯（49°49'27"N, 2°45'58"E）面积12.42 平方千米，位于法国上法蘭西大區索姆省，该省份为法国北部沿海省份，北起加来海峡省和北部省，西接滨海塞纳省和大西洋英吉利海峡，南至瓦兹省，东临埃纳省。
与利翁斯接壤的市镇（或旧市镇、城区）包括：埃尔勒维尔、绍讷、希利、弗拉梅维尔-赖讷库尔、莫库尔、梅阿里库尔、桑泰尔地区罗西耶尔、沃维莱尔、韦尔芒多维莱尔。
利翁斯的时区为UTC+01:00、UTC+02:00（夏令时）。

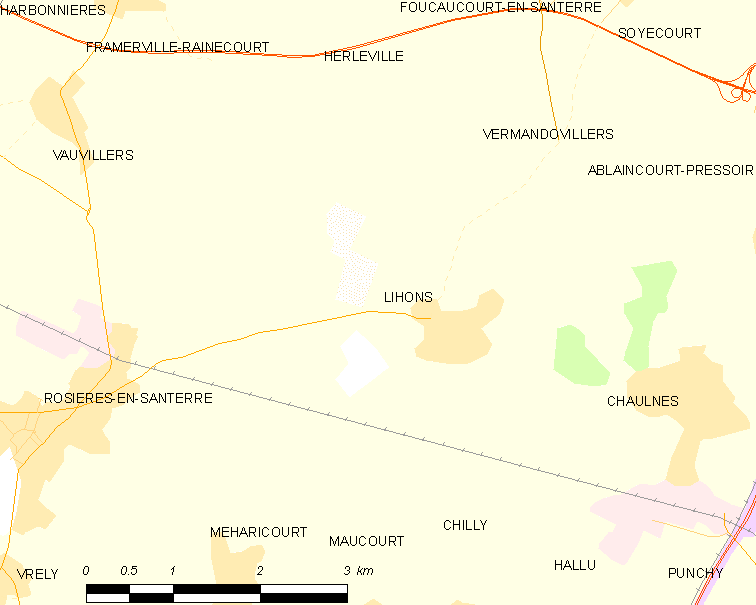
利翁斯的OSM定位图

## 行政
利翁斯的邮政编码为80320，INSEE市镇编码为80481。

## 政治
利翁斯所属的省级选区为阿姆县。

## 人口

1962-2008年间利翁斯人口变化图示

利翁斯于2022年1月1日时的人口数量为461人。